# Louis Mexandeau
Louis Mexandeau, né le 6 juillet 1931 à Wanquetin (Pas-de-Calais) et mort le 14 août 2023 à Rennaz (canton de Vaud, Suisse), est un homme politique français.
Membre du Parti socialiste, il est député du Calvados de 1973 à 2002 et plusieurs fois ministre de François Mitterrand.

## Biographie

### Origines, études et carrière professionnelle
Né près d'Arras en 1931, Louis Mexandeau, fils d'un père protestant décédé en 1936 alors qu'il n'avait pas cinq ans et d'une mère catholique, vit la guerre dans une famille engagée dans la Résistance, avec un beau-père, Marcel Roussel, résistant de la première heure, nommé lieutenant-colonel du réseau Shelburn après la guerre, déporté en février 1942. 
Il étudie au lycée d'Arras puis à l'Institut d'études politiques de Paris, quittant l'établissement un an après, ne pouvant plus payer sa scolarité. Il poursuit des études d'histoire à l'université de Lille.
Après l'obtention d'une agrégation d'histoire en 1960, il devient professeur au lycée Malherbe à Caen, dans le secondaire (1961-1968), puis en classes préparatoires (1968-1973).

### Carrière politique
Louis Mexandeau est membre du Parti communiste français entre 1952 et 1961, militant également au Syndicat national de l'enseignement secondaire.
En 1965, il rencontre François Mitterrand. Avec Pierre Joxe, Claude Estier, Charles Hernu et Louis Mermaz, il milite au sein de la Convention des institutions républicaines et de la Fédération de la gauche démocrate et socialiste. Il fait partie pendant 30 ans du cercle des fidèles de Mitterrand, qui amène ce dernier à la tête du Parti socialiste à la suite du congrès d'Épinay en 1971, puis à la présidence de la République en 1981. Il est notamment l'auteur du projet socialiste pour l'école publié en 1978.
En 1973, il est le premier député du Calvados de gauche de la Cinquième République, mandat qu'il laisse lors de sa nomination comme ministre des PTT le 22 mai 1981. C'est à ce poste qu'il inaugure le service télématique Télétel en 1982. Il est réélu en 1986, jusqu'à sa nouvelle nomination ministérielle en 1991, puis en 1993 jusqu'en 2002. Ne cédant pas face au bureau national du PS qui voulait le remplacer par Jack Lang à cause de la perte de la mairie d'Hérouville-Saint-Clair et Lisieux en 2001, il est battu par l'UDF Rodolphe Thomas, récent maire d'Hérouville-Saint-Clair.
Alors que Jacques Chirac va être nommé Premier ministre par François Mitterrand lors de la première cohabitation, il fait cette comparaison : « C’est Hindenburg qui a appelé Hitler ! Hitler, à l’époque, était tout à fait présentable ».
Homme fort du socialisme bas-normand, il tente vainement pendant trente ans, en parallèle de son mandat de parlementaire, de ravir la mairie de Caen à Jean-Marie Girault, puis en 2001 contre Brigitte Le Brethon (42,08 % contre 57,92 %), dont il reste élu d'opposition (il est candidat aux élections municipales de Caen en 1977, 1983, 1989, 1995 et 2001). Il quitte la vie politique en mars 2008, à la fin de son mandat municipal.
Il est membre associé de l'Académie des sciences, arts et belles-lettres de Caen.
Il est l'un des fondateurs du Club de la chanson paillarde et a collaboré au choix des titres de l'album Le Plaisir des dieux de Pierre Perret, qu'il a préfacé.
Il est fait chevalier de la Légion d'honneur le 29 avril 2003 et promu au grade d'officier le 1er janvier 2013. Historien reconnu du socialisme, il est membre du comité d'honneur de la Société d'études jaurésiennes.
Il meurt le 14 août 2023 à Rennaz (canton de Vaud, Suisse), où il était hospitalisé à la suite d'une infection pulmonaire contractée alors qu'il était en vacances dans son chalet de Saint-Gingolph en Haute-Savoie. Il est inhumé au cimetière de cette même commune.

## Vie privée
Marié à Michèle Cusin, fille d'un membre du cabinet de Léon Blum, il est père de trois enfants.

## Mandats et fonctions

### Député de la deuxième circonscription du Calvados
- 2 avril 1973 - 1er avril 1978
- 19 mars 1978 - 22 mai 1981
- 21 juin 1981 - 23 juillet 1981 (démission à la suite de la nomination au gouvernement)
- 16 mars 1986 - 14 mai 1988
- 6 juin 1988 - 17 juin 1991 (démission à la suite de la nomination au gouvernement)
- 2 avril 1993 - 21 avril 1997
- 1er juin 1997 - 18 juin 2002

### Assemblée nationale
- Membre de la commission de la Production et des Échanges (1986 - 1988)
- Membre de la commission des Finances, de l'Économie générale et du Plan (1988 - 2002) dont rapporteur spécial (1988 - 1991)
- Membre de l'Office parlementaire d'évaluation des choix scientifiques et technologiques (1986 - 1991)

### Mandats locaux
- 1983 - 2008 conseiller municipal de Caen
- 1973 - 1992 conseiller général du Calvados
- 1986 - 2004 conseiller régional de Basse-Normandie

### Ministre
- Ministre des PTT (1981-1983)
- Ministre délégué auprès du ministre de l'Industrie et de la Recherche, chargé des PTT (1983-1984)
- Ministre délégué auprès du ministre du Redéploiement industriel et du Commerce extérieur, chargé des PTT (1984-1985)
- Ministre des PTT (1985 - 1986)
- Secrétaire d'État aux Anciens combattants et aux Victimes de guerre (1991 - 1993)

## Publications
- Les Capétiens, Marabout, coll. « Marabout Université », 1987, 447 p.
- « Nous, nous ne verrons pas la fin » : Un enfant dans la guerre (1939-1945), Paris, Le Cherche midi, 2003, 325 p.
- Petite histoire du parti socialiste. Première partie, Des origines au Congrès d'Epinay, Les Cours, 1990, 32 p.
- Histoire du Parti Socialiste : 1905-2005, Tallandier, 2005, 443 p.
- François Mitterrand, Le militant : Trente années de complicité, Paris, Le Cherche midi, 2006, 393 p.
- Jean Jaurès et Jules Guesde, Le discours des deux méthodes (présenté par Louis Mexandeau), Le Passager clandestin éd., 2007

## Décoration
- Officier de la Légion d'honneur (2013)